# Kahovsko zajezitveno jezero
Kahovsko zajezitveno jezero (ukrajinsko Каховське водосховище, latinizirano: Kahovs'ke vodoshovyšče) je akumulacijsko jezero na reki Dneper v Ukrajini. Nastalo je leta 1956 z izgradnjo jezu Kahovka pri Novi Kahovki. Je del kaskade akumulacijskih jezer na Dnepru.
Jez zajezitve je bil uničen 6. junija 2023, Ukrajina, Evropska unija, ZDA in neodvisne preiskave so odgovornost za uničenje pripisali Rusiji, ki je jez minirala in razstrelila, medtem ko je Rusija obtožila Ukrajino. Uničenje je dolvodno povzročilo obsežne poplave, veliko gmotno škodo in več smrtnih žrtev.

## Geografija
Akumulacijsko jezero pokriva skupno površino 2155 km2 v Hersonski, Zaporoški in Dnipropetrovski oblasti v Ukrajini. Jezero je dolgo 240 km in do 23 km široko. Globina se giblje od 3 do 26 m s povprečno globino 8,4 m. Skupna prostornina vode je 18,2 km3. Gladina jezera je približno 16 m nad gladino morja.
Uporablja se predvsem za oskrbo hidroelektrarn, namakalnih sistemov Krasnoznamjanka, namakalnih sistemov Kahovka, industrijskih obratov, kot je jedrska elektrarna Zaporožje s 5,7 GW, sladkovodnih ribogojnic, Severnokrimskega kanala in kanala Dneper–Krivi Rog. Z jezerom je nastala tudi globokovodna pot za potovanje gorvodno po Dnepru.

## Ruska invazija na Ukrajino
Rusko-ukrajinski konflikt je močno vplival na vodne vire in vodno infrastrukturo.
Po začetku ruske invazije na Ukrajino je Rusija novembra 2022 odprla prelivna polja v hidroelektrarni Kahovka in gladina vode je padla na najnižjo raven v 3 desetletjih, kar je ogrozilo vire namakanja in pitne vode ter hladilne sisteme za jedrsko elektrarno Zaporožje. Od 1. decembra 2022 do 6. februarja 2023 se je vodostaj znižal za 2 m. Namen izpusta vode ni bil jasen. Dejanje bi lahko bilo škodovanje ukrajinskemu kmetijstvu, vendar je bila večina prizadetih kmetijskih območij v začetku leta 2023 v rusko-okupiranih delih Ukrajine. Regionalna vojaška uprava Zaporožje je namigovala, da je bil vzrok poplavljanja preprečevanje prečkanja ukrajinske vojske. Ko je gladina dosegla najnižjo točko, se je gladina vode začela dvigovati, saj je ukrajinska vlada jezero polnila z vodo iz drugih jezer na Dnepru. Ukrajinsko ministrstvo za zaščito okolja in naravne vire je opozorilo, da bi tovrstno početje lahko kritično znižalo gladino vode v celotni kaskadi jezer na Dnepru.
Od sredine februarja do konca maja 2023, namerno ali iz malomarnosti, poškodovani jez v Novi Kahovki ni bil prilagojen sezonskemu nihanju pretoka vode. Posledično je voda preplavila jez in ozemlja gorvodno od jezu so bila poplavljena. Raven vode v jezeru je dosegla 30-letni maksimum.

#### Uničenje jezu
Zgodaj zjutraj 6. junija 2023 je v eksploziji bil uničen velik del jezu, kar je povzročilo nenadzorovan izpust vode in obsežne poplave. Ukrajina, Evropska unija, ZDA in neodvisne raziskave so odgovornost za uničenje jezu pripisale Rusiji. Jez pod nadzorom Rusije je bil najverjetneje razstreljen iz notranjosti, sledeče poplave pa so za več mesecev onemogočile prečkanje Dnepra v sledeči ukrajinski protiofenzivi. Rusija je za uničenje krivila Ukrajino. V poplavah je umrlo najmanj 60 ljudi, večina na okupiranem levem bregu, kjer pa je Rusija lokalnim prostovoljcem in zdravstvenem osebju onemogočala obravnavo mrtvih, po njihovih ocenah je tam umrlo več sto ljudi.
Na mestu jezera je v letu dni zrastel povsem nov močvirnat ekosistem.